# Fehértorkú földifakusz
A fehértorkú földifakusz (Cormobates leucophaea vagy Cormobates leucophaeus) a madarak osztályának verébalakúak (Passeriformes) rendjébe és az ausztrálfakusz-félék (Climacteridae) családjába tartozó faj.

## Rendszerezése
A fajt John Latham angol ornitológus írta le 1874-ben, a Certhia nembe Certhia leucophaea néven. Sorolták a Climacteris nembe Climacteris leucophaea néven is.

## Alfajai
- Cormobates leucophaea grisescens (Mathews, 1912)
- Cormobates leucophaea intermedia (Boles & Longmore, 1983)
- Cormobates leucophaea leucophaea (Latham, 1802)
- Cormobates leucophaea metastasis Schodde, 1989
- Cormobates leucophaea minor (E. P. Ramsay, 1891)[2]

## Előfordulása
Ausztrália keleti részén honos. A természetes élőhelye szubtrópusi és trópusi síkvidéki esőerdők, száraz erdők és mérsékelt övi erdők, valamint száraz szavannák. Állandó, nem vonuló faj.

## Megjelenése
Testhossza 14–16,5 centiméter, testtömege 22 gramm.
|  |